# Fremitomyces mahe
Fremitomyces mahe är en svampart som beskrevs av P.F. Cannon & H.C. Evans 1999. Fremitomyces mahe ingår i släktet Fremitomyces och familjen Phyllachoraceae.   Inga underarter finns listade i Catalogue of Life.